# Рудневка (Сумский район)
Рудневка (укр. Руднівка) — село,
Кровненский сельский совет, Сумский район, Сумская область, Украина.
Код КОАТУУ — 5924784202. Население по переписи 2001 года составляло 327 человек.

## Географическое положение
Село Рудневка находится на правом берегу реки Олешня, выше по течению на расстоянии в 1,5 км расположено село Кровное, ниже по течению на расстоянии в 1,5 км расположено село Стецковка, на противоположном берегу — село Кровное. По селу протекает ручей с запрудой.

## Объекты социальной сферы
- Клуб.